# Championnats de France d'athlétisme en salle 1980
Navigation
Édition précédente Édition suivante
Les Championnats de France d'athlétisme en salle 1980 ont eu lieu les 9 et 10 février 1980 à l'INSEP de Paris. 

## Palmarès
| Discipline       | Hommes              | Hommes        | Femmes                     | Femmes       |
| ---------------- | ------------------- | ------------- | -------------------------- | ------------ |
| 60 m             | Gilles Échevin      | 6 s 76        | Laureen Beckles            | 7 s 46       |
| 400 m            | Pascal Barré        | 46 s 98       | Marie-Christine Champenois | 54 s 13      |
| 800 m            | Pascal Mille        | 1 min 53 s 7  | Anne-Marie Jossot          | 2 min 8 s 6  |
| 1 500 m          | Didier Bégouin      | 3 min 46 s 5  | Maryline Strady            | 4 min 29 s 2 |
| 3 000 m          | Philippe Daniel     | 8 min 9 s 2   | -                          | -            |
| 60 m haies       | Émile Raybois       | 7 s 8         | Laurence Lebeau            | 8 s 50       |
| Saut en hauteur  | Bernard Bachorz     | 2,15 m        | Sophie Leruste             | 1,81 m       |
| Saut à la perche | Thierry Vigneron    | 5,60 m        | -                          | -            |
| Saut en longueur | Frédéric Charles    | 7,64 m        | Sylvie Tarlin              | 6,12 m       |
| Triple saut      | Christian Valétudié | 16,02 m       | -                          | -            |
| Lancer du poids  | Yves Brouzet        | 18,45 m       | Léone Bertimon             | 16,13 m      |
| 5 000 m marche   | Gérard Lelièvre     | 19 min 55 s 4 | -                          | -            |